# Goodenia leiosperma
Goodenia leiosperma är en tvåhjärtbladig växtart som beskrevs av R. Carolin. Goodenia leiosperma ingår i släktet Goodenia och familjen Goodeniaceae. Inga underarter finns listade i Catalogue of Life.